# Bean MC
Marius Andrei Alexe, cunoscut ca Bean MC sau Taica Bean, este un cântăreț român de hip hop și muzică electronică. Este fondatorul trupei Subcarpați, membru al trupei Fratii Grime și membru al trupei Șuie Paparude.

## Biografie
Alexe Marius Andrei s-a născut pe 14 februarie 1984. Numele de "Bean" vine de la o poreclă din copilărie. În liceu, alături de fratele său a înființat o trupa de hip-hop. Atunci s-a îndrăgostit de MC-ing si mișcarea rap. A declarat că mama lui și rap-ul l-au învațat bunul simț. Cumva, producțiile muzicale au fost reflexia mc-ului din el si invers, evoluând amândouă în paralel. Intre 2000 și 2005 experimentează tot soiul de moduri de a cânta rap pe diverse beat-uri. Între 2000 și 2003, are o trupă numită Apocalips cu cântărețul Matteo.
În scurt timp își face apariția pe scena electro împreuna cu nume ca: Blanoz, L`Orchestre de Roche, Zuzya Boys. Bean a fost invitat de către NSK să deschidă BestFest-ul. În 2008 lansează single-ul "Jumătate tu, jumătate nu" împreuna cu Blanoz, single ce îl aduce în lumina reflectoarelor și o piesă cu rapperul Kazi Ploae numită Wake Up care o să-i dea un val de popularitate în scena Hip-hop. Un an mai tîrziu, în 2009, se alătură formației Șuie Paparude înlocuindu-l pe Junkyard. În același timp se apropie de trupa Specii și îi ajută la scoaterea  albumelor "Imperiul lianelor" si "Amenințarea maimuței", fiind cel care filmează promo-ul albumului "Amenințarea Maimuței" pe un bloc unde Dragonu' aka 47, Chimie și Kazi Ploae au livrat un mare freestyle. 
În 2010, Bean înființează trupa Subcarpați  . Este responsabil pentru afirmarea unui Dj din Fălticeni, Argatu cu care scoate un album intitulat "Culese din cartier".
În Culese Din cartier, erau doar Subcarpați și Argatu În 2012. Din 2015, brigada s-a lărgit, cu mai multe trupe. 
Fantome, Cred că sunt Extraterestru (trupa lui Afo), Frații Grime (trupa lui Vali Umbră și Power pe Vinil), și evident Subcarpați și Argatu'. Din 2018, Trupa Basska întră în brigadă, și se formează trupa Celula de Criză (Faust, Fănescu și Dj Zicu).
Bean a început din 2015 să joace teatru la Teatrul Național Timișoara, în piesa Hamlet de Shakespeare cu muzică de la Subcarpați remixată. Acesta este motivul pentru care astăzi are părul lung. 
Și în 2018, lansează Atelierul de identitate, un atelier de promovare a cavalului românesc, tot la Teatrul Național Timișoara.

## Șuie Paparude
Bean MC este membru al trupei Șuie Paparude din anul 2009, înlocuindu-l pe Cezar Stănciulescu (Junkyard) care a ales sa părăseasca trupa. De atunci până acum a încins scena alături de ei în fiecare an. Împreună cu Șuie Paparude, Bean lansează două albume: -E suflet în aparat în 2010 (unde a mai co-produs niște piese), și albumul Șuie Paparude din 2018. Și lansând singeluri ca "Nu te mai saturi de noi" care au ajuns virale.

## Subcarpați
În anul 2010 Bean MC începe un proiect numit Subcarpați , trupa care combină hip hop-ul și muzica electronică cu folclorul românesc . Prima formula pentru Subcarpați a fost formată din Bean, Kazi Ploae si Dragonu și Chimie de la trupa Specii și se bazau pe o muzică mai întunecată si mai underground, unele dintre ele fiind: Subcarpati-Intro, Kazi Ploae, Bean, Dragonu - Subcarpati,  Dragonu si Bean - Fluier. După ce au realizat faptul că sunt diferiți în mesaje, Bean a ales să continue Subcarpați fără ei și să se concentreze pe îmbinarea Folclorului cu hip hopul și promovând total altceva, decât ceea ce promovau Kazi Ploae și Specii. Dar rămânând prieteni și colaboratori. 
Piese precum "Pământul emană", "Portal" sau "Nocturna digitală" trebuiau să fie pe primul album Subcarpați, dar în schimb au fost pe albumul "Imperiul lianelor" de la Specii.
Dupa ce s-au certat, Specii au continuat cu albumul Usile volumul 1 fără Kazi Ploae iar Bean a continuat cu proiectul Subcarpati singur, in 2010 ieșind primul său album după care, de-a lungul anilor au strans mai multi oameni formând o trupă. O data cu trupa Subcarpați  au creat și un nou gen de muzică numit Underground Folclor. Pentru acest proiect a colaborat cu artiști precum: Afo, Argatu, Vali Umbră, Georgiana Mănăilă, Mădălina Pavăl, romaNecredinciosu, Valentin Mușat Mureșanu, Alin Stoianovici, dj Power pe vinil, Faust, Moș Martin, Ioana Milculescu, Frate Gheorghe.